# Oorlogsmonument Amstelveenseweg
Het Oorlogsmonument Amstelveenseweg is een gedenksteen voor vier gevallen leden van de Binnenlandse Strijdkrachten (BS) bij schietpartijen aan de Amstelveenseweg in Amsterdam-Zuid.
Het geheel is ontworpen door Ferdinand Jantzen. Het beeld werd op 25 mei 1946 onthuld. Het verhaalt van een aantal schietpartijen op 7 mei 1945 aan deze weg in de tijd dat de capitulatie van Nazi-Duitsland ophanden is. Er werden afspraken gemaakt over de intocht van de Canadese troepen en het ontwapenen en gevangennemen van Duitse militairen. De BS liep daarop vooruit met het alvast inrichten van sommige ruimten; een daarvan was al gevestigd in een opslagplaats van een dekenfabriek aan de Amstelveenseweg. Toen langs de post Duitse legervoertuigen trokken en staande werden gehouden, vonden schietpartijen plaats waarbij uiteindelijk vijf BS’ers om het leven kwamen. Bernhard van Lippe-Biesterfeld had bij de definitieve overgave juist bepaald dat BS’ers niet tot ontwapening mochten overgaan; dat moest aan de Canadezen overgelaten worden. Die hadden trouwens de opdracht gekregen eenieder die zich met een wapen vertoonde neer te schieten.
Al vlak na de schermutselingen werd een eenvoudig monumentje opgericht, een bloemperkje met vijf militaire helmen.
Toen op 25 mei 1946 het beeld op het punt stond om onthuld te worden, werd de naam van de vijfde, zijnde Jacob de Bruyne, nog verwijderd. Hij werd ervan verdacht in het begin van de oorlog lid te zijn geweest van de NSB en voor de Wehrmacht te hebben gewerkt. Bewijzen daarvoor werden later nooit gevonden, vandaar dat bij het gedenkteken een plaquette is aangebracht met deze vijfde naam.
In een kader is op de gedenksteen de volgende tekst te lezen:
OP DEN 7EN MEI 1945 VIELEN HIER
VOOR DE VRIJHEID VAN ONS LAND
F.A. MASSELING GEB. 25 SEPT. 1902
A.J. SEIJDEL GEB. 27 MAART 1905
P. ROOZENDAAL GEB. 17 SEPT. 1914
A.B.C. VAN DRUIJTEN GEB. 29 JAN. 1918.
Het gedenkteken is verwerkt in het hekwerk op de scheiding Amstelveenseweg en Vondelpark, links van de ingang nabij de speelplaats. Het beeld werd in 1963-1964 verplaatst omdat het hekwerk langs de Amstelveenseweg ter plaatse aanzienlijk verzakt was en omdat de Amstelveenseweg verbreed moest worden. Voor het nieuwe hekwerk werd een deel van het Vondelpark afgesneden.